# 亞當·馬修斯
亞當·馬修斯（英語：Adam Matthews；1992年1月13日—）是一位威爾斯足球運動員，在場上的位置是右後衛。他現在效力於英冠球隊查爾頓，曾效力於桑德兰。

## 外部連結
- 足球数据库：亞當·馬修斯的球员统计数据
- Adam Matthews: Biography & Statistics Football Association of Wales